# A budapesti Lehel utca épületeinek listája
Az alábbi lista a budapesti Lehel utca épületeit tartalmazza.

## 1–10.
| Kép | Szám                             | Név                                            | Építés ideje      | Tervező                                | Stílus                  | Megjegyzés                                                         |
| --- | -------------------------------- | ---------------------------------------------- | ----------------- | -------------------------------------- | ----------------------- | ------------------------------------------------------------------ |
|     | 1/a-c.                           | „Cyklop“ Építő és Ingatlanforgalmi Rt. bérháza | 1928              | „Cyklop“ Építő és Ingatlanforgalmi Rt. | szecessziós / premodern |                                                                    |
|     | 2/a–c., illetve Bulcsú u. 18–20. | lakótelep („Élmunkás-házak”)                   | 1949–1950         | Schall József és Piszer István         | modern                  | Az Építés- és Közmunkaügyi Minisztérium megbízásából épültek.      |
|     | 3.                               | üres telek                                     |                   |                                        |                         |                                                                    |
|     | 4/a.                             | lakóház                                        | 2000-es évek      |                                        | kortársi modern         |                                                                    |
|     | 4/b.                             | lakóház                                        |                   |                                        | modern                  |                                                                    |
|     | 4/c.                             | Fábián-ház                                     | 1913              | Román Miklós és Román Ernő             | szecessziós             |                                                                    |
|     | 4/d–g.                           | lakóház                                        | 1970/1980-as évek |                                        | modern                  |                                                                    |
|     | 5.                               | lakóház                                        | 20. sz. eleje     |                                        | szecessziós             |                                                                    |
|     | 6.                               | lakóház                                        | 19. sz.           |                                        | historizáló–eklektikus  |                                                                    |
|     | 7/a.                             | lakóház                                        | 19. sz.           |                                        | historizáló–eklektikus  |                                                                    |
|     | 7/b.                             | lakóház                                        | 19. sz.           |                                        | historizáló–eklektikus  |                                                                    |
|     | 8.                               | lakóház                                        | 2000-es évek      |                                        | kortársi modern         | Korábban itt működött az 1945-ben alapított Angyalföldi Bútorgyár. |
|     | 9.                               | lakóház                                        | 2000-es évek      |                                        | kortársi modern         |                                                                    |
|     | 10.                              | lakóház                                        |                   |                                        | modern                  |                                                                    |

## 11–20.
| Kép | Szám    | Név                                                                                         | Építés ideje    | Tervező        | Stílus                 | Megjegyzés |
| --- | ------- | ------------------------------------------------------------------------------------------- | --------------- | -------------- | ---------------------- | --- |
|     | 11.     | lakóház                                                                                     |                 |                | modern                 | |
|     | 12.     | Magyar Felvonógyár                                                                          | 1921            |                | historizáló–eklektikus | A 20. század második felében Hajtómű- és Felvonógyár, Ganz-Mávag Felvonógyára, Ganz Felvonógyár Vállalat neveken is működött. Napjainkban: Magyar Felvonógyár Zrt. |
|     | 13–15.  | lakóház                                                                                     | 2000-es évek    |                | kortársi modern        | |
|     | 14.     | Lehel utcai műhelyház                                                                       | 1910–1911       | Medgyes Alajos | premodern              | Épült Bárczy István kislakás- és iskolaépítési programja keretében.                                                                                                |
|     | 16.     | Községi Elemi Népiskola                                                                     | 1909–1911       | Balázs Ernő    | historizáló–eklektikus | Ma: Ének-zenei és Testnevelési Általános Iskola. Épült Bárczy István kislakás- és iskolaépítési programja keretében.                                               |
|     | 17/a.   | ipari épület                                                                                |                 |                | historizáló–eklektikus | |
|     | 17/b–c. | lakóház                                                                                     | 2000-es évek    |                | modern                 | |
|     | 17/d.   | lakóház                                                                                     | 19. sz.         |                | historizáló–eklektikus | |
|     | 18–20.  | Budapesti Honvéd Sportegyesület telephelye / volt Császári és Királyi Szekerészeti Laktanya | 19. század vége |                | historizáló–eklektikus | Néhány újabb épület is van a telephelyen. |
|     | 19.     | lakóház                                                                                     | 19. sz.         |                | historizáló–eklektikus | |

## 21–30.
| Kép | Szám   | Név                          | Építés ideje      | Tervező | Stílus                 | Megjegyzés |
| --- | ------ | ---------------------------- | ----------------- | ------- | ---------------------- | ---------- |
|     | 21.    | lakóház                      | 19. sz.           |         | historizáló–eklektikus |            |
|     | 22–24. | panelházakból álló lakótelep | 1970/1980-as évek |         | modern                 |            |
|     | 23.    | lakóház                      | 19. sz.           |         | historizáló–eklektikus |            |
|     | 25.    | üres telek, építés alatt     |                   |         |                        |            |
|     | 26.    | lakóház                      | 19. sz.           |         | historizáló–eklektikus |            |
|     | 27–29. | lakóház                      | 19. sz.           |         | historizáló–eklektikus |            |
|     | 28.    | lakóház                      | 19. sz.           |         | historizáló–eklektikus |            |
|     | 30.    | lakóház                      | 19. sz.           |         | historizáló–eklektikus |            |

## 31–40.
| Kép | Szám   | Név                                                                           | Építés ideje | Tervező                       | Stílus                 | Megjegyzés                                |
| --- | ------ | ----------------------------------------------------------------------------- | ------------ | ----------------------------- | ---------------------- | ----------------------------------------- |
|     | 31.    | lakóház                                                                       | 19. sz.      |                               | historizáló–eklektikus |                                           |
|     | 32.    | lakóház                                                                       | 19. sz.      |                               | historizáló–eklektikus |                                           |
|     | 33.    | lakóház                                                                       | 19. sz.      |                               | historizáló–eklektikus |                                           |
|     | 34.    | üres telek                                                                    |              |                               |                        |                                           |
|     | 35–37. | Honvédelmi Minisztérium Lehel utcai telephely / volt Albert Főherceg Laktanya | 19. sz.      |                               | historizáló–eklektikus | Néhány újabb épület is van a telephelyen. |
|     | 36.    | lakóház                                                                       | 19. sz.      |                               | historizáló–eklektikus |                                           |
|     | 38.    | lakóház                                                                       | 19. sz.      |                               | historizáló–eklektikus |                                           |
|     | 39–45. | volt Császári és Királyi Élelmezési Raktárak                                  | 19. sz.      |                               | historizáló–eklektikus | Néhány újabb épület is van a telephelyen. |
|     | 40–42. | Domus Lakberendezési Áruház                                                   | 1974         | Reimholz Péter és Lázár Antal | modern                 |                                           |

## 41–50.
| Kép | Szám   | Név                                                            | Építés ideje | Tervező | Stílus                 | Megjegyzés |
| --- | ------ | -------------------------------------------------------------- | ------------ | ------- | ---------------------- | ---------- |
|     | 44.    | lakóház                                                        |              |         | modern                 |            |
|     | 46.    | lakóház                                                        |              |         | modern                 |            |
|     | 47.    | Állatkórház                                                    |              |         | historizáló–eklektikus |            |
|     | 47.    | Pest Megyei Kormányhivatal Lehel irodaház + kisebb saroképület |              |         | modern                 |            |
|     | 48–50. | lakóház                                                        |              |         | modern                 |            |
|     | 49.    | lakóház                                                        |              |         | modern                 |            |

## 51–60.
| Kép | Szám   | Név                     | Építés ideje            | Tervező              | Stílus                 | Megjegyzés |
| --- | ------ | ----------------------- | ----------------------- | -------------------- | ---------------------- | --- |
|     | 51.    | üres telek              |                         |                      |                        | Korábban ipari épület állt itt: . |
|     | 52.    | lakóház                 | 19. sz.                 |                      | historizáló–eklektikus | |
|     | 52.    | ipari épület            | 19. sz.                 |                      | historizáló–eklektikus | |
|     | 53–5?. | Nyírő Gyula Kórház      | 1884-től több lépcsőben | Weber Antal és mások | historizáló–eklektikus | Korábban az Angyalföldi Elme- és Ideggyógyintézet működött az épületekben. (A régi központi épületet 1984–1985-ben lebontották, az egykori intézetet a Nyírő Gyula Kórház magába olvasztotta és a kórház elme- és idegosztályaként működik tovább.) |
|     | 54.    | lakóház                 | 19. sz.                 |                      | historizáló–eklektikus | |
|     | 5?.    | Szegedi úti Szakrendelő |                         |                      | modern                 | A páratlan oldal utolsó épülete. |
|     | 56.    | lakóház                 |                         |                      | kortársi modern        | |
|     | 58.    | lakóház                 |                         |                      | kortársi modern        | |
|     | 60.    | lakóház                 |                         |                      | kortársi modern        | |

## 62–70.
| Kép | Szám | Név     | Építés ideje | Tervező | Stílus          | Megjegyzés |
| --- | ---- | ------- | ------------ | ------- | --------------- | ---------- |
|     | 62.  | lakóház |              |         | kortársi modern |            |
|     | 64.  | lakóház |              |         | kortársi modern |            |
|     | 66.  | lakóház |              |         | kortársi modern |            |
|     | 68.  | lakóház |              |         | kortársi modern |            |
|     | 70.  | lakóház |              |         | kortársi modern |            |

## 72–78.
| Kép | Szám | Név     | Építés ideje | Tervező | Stílus                 | Megjegyzés                    |
| --- | ---- | ------- | ------------ | ------- | ---------------------- | ----------------------------- |
|     | 72.  | lakóház |              |         | kortársi modern        |                               |
|     | 74.  | lakóház |              |         | kortársi modern        |                               |
|     | 76.  | lakóház |              |         | kortársi modern        |                               |
|     | 78.  | lakóház |              |         | historizáló–eklektikus | A páros oldal utolsó épülete. |